# Oblężenie Warszawy (1656)
Oblężenie Warszawy miało miejsce od 24 kwietnia do 1 lipca 1656 roku podczas II wojny północnej.

## Wstęp
Okupacja Warszawy rozpoczęła się zajęciem jej przez wojska szwedzkie 8 września 1655 roku. Od tego momentu miasto stało się głównym ośrodkiem administracyjnym Szwedów w Polsce. Pierwsze miesiące były dla miasta dość łagodne, potem jednak nastał okres rabunków, gwałtów i okrucieństw. Do Szwecji wywieziono niezwykle cenne zbiory bibliotek zamkowej i ujazdowskiej oraz akta z archiwum Metryki Koronnej. Przystąpiono do grabieży Zamku Królewskiego i innych rezydencji królewskich. Wisłą spławiano barki wyładowane wszystkim co udało się wynieść z budynków, lub wyrwać z ich murów. Zdzierano ze ścian kosztowne obicia, wykuwano marmurowe kominki, kolumny, schody i posadzki, a nawet wyjmowano ramy okienne wraz z szybami. Szczególnie odznaczył się na „grabieżczym polu” feldmarszałek Arvid Wittenberg. Co istotne, grabieże były świadomym i dokładnie zaplanowanym działaniem Szwedów. Trudny okres wojny i okupacji sprowadził w końcu na miasto głód i epidemię. Sklepy i kramy pozamykano, a z powodu niebezpiecznych dróg i zniszczenia okolicznych wsi nie dowożono do miasta żywności. Handel wiślany prawie nie istniał.

## Oblężenie

### Armia litewska blokuje Warszawę
Po wydostaniu się armii Karola Gustawa z pułapki w widłach Wisły i Sanu, król Szwecji ruszył do Warszawy. W ślad za nim ruszyła armia litewska Pawła Sapiehy, poruszała się jednak bardzo wolno i dopiero 20 kwietnia dotarła pod Lublin. Karol Gustaw już 17 kwietnia, po bardzo krótkim odpoczynku, ruszył z Warszawy do Wielkopolski, by ratować szwedzkie panowanie w tej prowincji przed uderzeniami korpusu Czarnieckiego i Lubomirskiego. Armia Sapiehy po odzyskaniu Lublina 24 kwietnia stanęła pod Pragą. Wojska litewskie zbudowały w okolicach Solca most pontonowy na Wiśle, po którym przeprawiło się przez rzekę kilka chorągwi. Reszta czekała na przybycie dalszych oddziałów, które dotarły na miejsce 26 kwietnia. By całkowicie zablokować garnizon szwedzki w Warszawie 30 kwietnia przeprawiono na lewy brzeg Wisły więcej wojska. W trakcie przeprawy doszło do potyczki z wysłanymi przez Wittenberga rajtarami, których część wybito, a pozostałych wzięto do niewoli wraz z dużą ilością paszy dla koni i bydła. Początkowo stojąca pod Warszawą armia litewska (Paweł Sapieha i Aleksander Hilary Połubiński) liczyła 5-6 tysięcy żołnierzy. Jej liczebność wzrosła po przybyciu 26 maja hetmana polnego litewskiego Wincentego Gosiewskiego.
Garnizon szwedzki w końcu kwietnia przystąpił do wzmacniania fortyfikacji miasta. Fortyfikowano wiele budowli warszawskich, jak np. klasztor dominikanów, kościół Św.Ducha, pałac Biskupów Krakowskich lub Bramę Krakowską. Wzdłuż murów miejskich kopano rowy, bito pale i ustawiano kobylenie. Umacnianie budowli miało utrudnić wojskom polskim dotarcie do Zamku i murów miejskich. Najsilniejszą pozycją Szwedów w obrębie miasta stał się leżący przed Bramą Nowomiejską i na wprost ulicy Mostowej mocno oszańcowany kościół Św.Ducha. Ponieważ Szwedzi nie byli w stanie obsadzić całego wału miejskiego, postanowili skoncentrować się na obronie grupy masywnych budowli, które blokowały szturmującym wojskom drogę w głąb miasta i do mieszczącej się w Zamku Królewskim głównej kwatery Arvida Wittenberga.
Przygotowując się do obrony feldmarszałek Wittenberg 6 maja kazał spalić część Krakowskiego Przedmieścia oraz ulic Długa i Senatorska, a 7 maja zabudowania przy Freta i Mostowej. Natomiast znajdujące się na Krakowskim Przedmieściu klasztory i kościoły bernardynek i bernardynów oraz pałac Radziejowskiego zostały zamienione w twierdze. By utrudnić wojskom polskim prace oblężnicze spalono również Nowe Miasto.
Zniszczenie mostu łączącego Warszawę z Pragą znacznie utrudniło Szwedom zaopatrywanie garnizonu w żywność i paszę dla koni. Jednak blokada litewska nie była do końca szczelna, gdyż wojska litewskie lekceważąc szwedzki garnizon, dały się zaskoczyć przez wycieczkę, która umożliwiła wprowadzenie w obręb murów stolicy regimentu dawnej piechoty radziwiłłowskiej. Później jeszcze kilkakrotnie wycieczki przeprowadzone przez załogę Warszawy sprawiły Litwinom wiele kłopotów.

### Przybycie wojsk koronnych
Król Jan Kazimierz, korzystając z zaangażowania sił szwedzkich w Prusach i Wielkopolsce, postanowił odzyskać blokowaną przez Litwinów stolicę i w tym celu 26 kwietnia opuścił Lwów docierając 12 maja do Zamościa. W połowie maja przybyły pod mury Warszawy dwa regimenty piechoty dowodzone przez Ernesta Magnusa Grotthauza (lub Grotthauzena) i Wilhelma Butlera, liczące łącznie 1960 porcji (czyli 1750 żołnierzy) wraz z artylerią. Grotthauz zajął na kwaterę mocno zniszczony przez Szwedów pałac na Krakowskim Przedmieściu, gdzie przygotowywał się do wstępnego szturmu.
Do pierwszego uderzenia na stolicę doszło 17 maja, a wzięła w nim udział – obok świeżo przybyłej piechoty – nieliczna dragonia i piechota litewska oraz tłumy zebranej szlachty mazowieckiej wraz z kilkoma tysiącami ciurów i chłopów z kosami. Po sześciu godzinach walk dobrze przygotowani Szwedzi odparli ten pierwszy szturm.

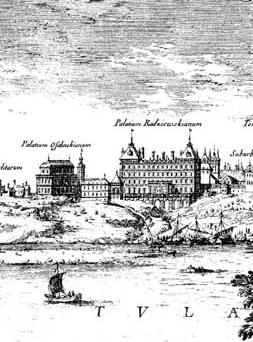
Pałac Kazanowskich w Warszawie w XVII wieku

Następnego dnia Szwedzi przeprowadzili wycieczkę dowodzona przez pułkownika Jerzego Forgella. Wojska polsko-litewskie zostały całkowicie zaskoczone, a Szwedzi zdobyli dwa działa, kilka dalszych zagwoździli i wzięli do niewoli kilkudziesięciu żołnierzy polskich.
Król wraz z dywizją hetmanów koronnych przybył pod Warszawę 30 maja. Świadkowie twierdzili, że z królem, nie licząc jazdy, przybyło 4000 piechoty (w tym nadworna piechota węgierska dowodzona przez Samuela Powierskiego oraz regiment Zamoyskiego). Jeszcze tego samego dnia część armii koronnej wraz z królem przeprawiła się przez Wisłę po zbudowanym przez Litwinów moście pontonowym i zajęła pozycje w Ujazdowie. Jan Kazimierz zamieszkał w pałacu Ujazdowskim, skąd nakazał kanclerzowi koronnemu Stefanowi Korycińskiemu, by posłał pismo do Szwedów z żądaniem kapitulacji. Koryciński 2 czerwca zaproponował Wittenbergowi honorowe warunki, jeśli ten zgodzi się natychmiast otworzyć bramy miejskie. Pomimo że majowa blokada miasta sprawiła Szwedom wiele kłopotów, wywołując głód i choroby (zmarła m.in. żona generała majora Jana Wrangla), dowodzący szwedzkim garnizonem Arvid Wittenberg stanowczo odrzucił propozycję honorowej kapitulacji. Także podjęte później przez obecnych przy królu posłów cesarskich (baron Lisola i hrabia Pöttingen) próby mediacji nie przyniosły skutku.
Wkrótce siły królewskie wzmocnił Lubomirski. Także Stefan Czarniecki po przegranej bitwie pod Kcynią zrezygnował z wyprawy na Pomorze i ruszył pod Warszawę, gdzie przybył 9 czerwca. Łącznie pod Warszawą zebrało się 28 500 regularnego wojska (w tym 22-23 tysięcy wojsk koronnych i 6-7 tysięcy litewskich), 18-20 tysięcy pospolitego ruszenia, kilkanaście tysięcy czeladzi i chłopów. Regularne pułki koronne hetmanów Stanisława „Rewery” Potockiego i Stanisława Lanckorońskiego stanęły w Ujazdowie, blisko króla, natomiast pospolite ruszenie stanęło wzdłuż lewego brzegu Wisły. Litwini w dalszym ciągu zajmowali Pragę. W pobliżu króla stanęły trzy doborowe pułki piechoty cudzoziemskiej dowodzone przez Krzysztofa Grodzickiego, Butlera i Grotthauza, a obok nich pułk dragoński Gwardii Królewskiej dowodzony przez Jana Henryka Bockuma. Po kapitulacji Malborka przybyły dodatkowo trzy kompanie piechoty. Pozostała piechota stojąca pod Warszawą prezentowała niski poziom wyszkolenia.
Według wyliczeń Georga Tessina garnizon warszawski dowodzony przez Arvida Wittenberga liczył 2000 żołnierzy – 1700 piechoty i 300 jazdy. W jego skład wchodziły kompanie czterech regimentów piechoty: margrafa Fryderyka von Baden-Durlach oraz pułkowników Jerzego Stadinga, Szymona Bolseya i Sebastiana Ludwika von Eytzena. Ponadto w skład garnizonu wchodziło kilka kompanii (300 żołnierzy) z regimentu piechoty przejętego przez księcia Adolfa Jana po Januszu Radziwille, dowodzonego przez Kurlandczyka Jana Lembike. Licząca 300 żołnierzy rajtaria miała pochodzić z regimentów generała majora Jana Wrangla, pułkownika Ludwika Löwenhaupta oraz pułkownika Jerzego Forgella z dawnego pułku Pontusa de la Gardie. Najnowsze dokładne obliczenia wykonane przez Larsa Tersmedena wykazały, że w trakcie oblężenia garnizon warszawski liczył 2484 żołnierzy, w tym 1275 piechoty, 311 dragonów i 898 rajtarów.
W skład rady wojennej garnizonu warszawskiego obok naczelnego dowódcy Arvida Wittenberga wchodzili Benedykt Oxenstierna i prezes administracji wojennej i najwyższego sądu wojskowego Alexander Erskein. Ponadto następujący dygnitarze szwedzcy i wyżsi oficerowie znaleźli się w oblężonej przez wojska polsko-litewskie Warszawie: sekretarz stanu Wawrzyniec Canthersten, generał major Jan Maurycy Wrangel (syn feldmarszałka Karola Gustawa Wrangla), pułkownik Jerzy Forgell, pułkownik Ludwik Löwenhaupt, pułkownik Piotr Hammarskiöld, nadkomisarz Jan Baldwin Pucher (lub Puchar, bądź Puchert) i komendant stolicy Adam Weher.

### Pierwszy szturm generalny
Na naradzie wojennej wojsk polsko-litewskich przeważył głos Grodzickiego, który zamierzał dokonać szturmu od strony północnej, zachodniej i południowej. Główny wysiłek miał się skoncentrować na stronie południowo-zachodniej, szczególnie na pałacach Krakowskiego Przedmieścia, których opanowanie otwierało drogę do Zamku Królewskiego. Atak od północy i zachodu miał jedynie wiązać siły szwedzkie. Panowała opinia, że po zdobyciu zewnętrznych umocnień Wittenberg zrozumie, że jego sytuacja jest beznadziejna i skapituluje, dzięki czemu nie będzie potrzeby zdobywania Zamku, który stanowił najsilniejsze ogniwo szwedzkiej obrony.
Zgodnie z ułożonym przez króla i Grodzickiego planem na wprost Bramy Nowomiejskiej, kościoła św.Ducha i klasztoru dominikanów ustawiono chorągwie litewskie wraz z regimentem piechoty Grotthauza. Piechota węgierska armii litewskiej dowodzona przez porucznika Iwanowskiego stanęła na placu Panny Marii. Wojska koronne z pospolitym ruszeniem ustawione były od strony południowo-zachodniej. Ta część sił litewskich, która pozostała na Pradze miała za zadanie ochronę mostu łączącego oba brzegi Wisły. Ponadto miała uważać na szwedzkie szkuty zacumowane pod zamkiem. Ustawiono trzy baterie dział średniego zasięgu, połączone ze sobą okopami. Jedna z baterii stanęła na Krakowskim Przedmieściu, druga od północno-zachodniej strony pałacu Biskupów Krakowskich, natomiast trzecia w pobliżu klasztoru dominikanów na Nowym Mieście. Grodzicki zajął stanowisko w Ogrodzie Gdańskim, natomiast Jan Kazimierz przeniósł swą rezydencję do pałacu podskarbiego koronnego Bogusława Leszczyńskiego.
Usypane przez Grodzickiego baterie rozpoczęły ogień 3 czerwca. By zniwelować wrażenie, jakie wywołał polski ostrzał wśród obecnych w Warszawie Szwedów, Wittenberg nakazał następnego dnia przeprowadzenie wycieczki. Wycieczka z powodu niefrasobliwości polskich straży zakończyła się pełnym sukcesem – dwie kompanie jazdy i 200 piechoty pułkownika Forgella nie napotkawszy większego oporu wycięło śpiących w aproszach żołnierzy, opanowało baterię zagważdżając dwa działa i uprowadzając resztę. Grodzicki w porę zorientował się w sytuacji, dzięki czemu przed Bramą Poboczną u wylotu ulicy Wąski Dunaj na Zawalną odebrano Szwedom zabrane przez nich działa. Cała akcja przyniosła ciężkie straty obu stronom.
Karol Gustaw zdawał sobie sprawę z trudnego położenia garnizonu szwedzkiego w Warszawie i pomimo pogarszania się ogólnej sytuacji starał się przyjść oblężonym z pomocą. W tym celu 6 czerwca stojący pod Gdańskiem król nakazał swemu bratu księciu Janowi Adolfowi, by ruszył z Torunia na Nowy Dwór Mazowiecki dla przechwycenia przepraw na Narwi i Wiśle. Wykonując królewski rozkaz Jan Adolf oraz Karol Gustaw Wrangel 7 czerwca wyruszyli ku przeprawom. Tego samego dnia Karol Gustaw wysłał Roberta Douglasa do Pułtuska, by wzmocnić jego załogę.
Tymczasem wojska Rzeczypospolitej szykowały się do generalnego szturmu. W tym celu nocą z 6 na 7 czerwca podciągnięto działa bliżej warszawskich obwałowań i od rana przystąpiono do silnego ostrzału artyleryjskiego. Przygotowanie artyleryjskie trwało do północy z 7 na 8 czerwca. Ponieważ feldmarszałek odrzucił wezwanie do kapitulacji, rankiem 8 czerwca ruszył szturm, w którym udział wzięli ochotnicy, przeważnie pachołkowie z chorągwi towarzyskich, ciury obozowe oraz chłopi w sile około 10 000 ludzi. Na wielu odcinkach szturmujący odnieśli znaczne sukcesy i w kilku miejscach zdołali zająć mury, szczególnie od strony Nowego Miasta, jednak z braku posiłków musieli się wycofać. Jedna z grup w sile 200 ludzi została odcięta i schroniła się w jednym ze szwedzkich magazynów, gdzie została wybita. Choć szturmujący wykazali się wielką odwagą i determinacją, Szwedzi odparli polski atak.
Szturm nie był jednak dla wojsk polskich nieudany, gdyż udało się opanować stojący na ulicy Miodowej pałac Biskupów Krakowskich, który był bardzo dobrym stanowiskiem dla artylerii. Pomimo że Szwedzi opuszczając obiekt podłożyli miny oraz zostawili duże ilości prochu, do wybuchu nie doszło. Oddziały szwedzkie, które przybyły swoim na odsiecz ze Starego Miasta, zostały zdziesiątkowane przez polski ogień i musiały się wycofać. W trakcie walk na skutek ciągłego ostrzału artyleryjskiego prowadzonego z kościoła karmelitów zniszczony został całkowicie pałac Radziejowskich.
Ponowny szturm wojska polskie i litewskie przeprowadziły 11 czerwca, jednak i tym razem bez skutku. Okazało się, że bez ciężkich dział, po które posłano do Zamościa, Warszawy zdobyć się nie da.

### Zagrożenie ze strony grupy Jana Adolfa
Idący prawym brzegiem Wisły Jan Adolf i Wrangel 13 czerwca dotarli do wsi Modlin, gdzie założyli obóz warowny. Wkrótce dołączył do nich Douglas.
W dniu Bożego Ciała (15 czerwca) biskup poznański Wojciech Tolibowski odprawił uroczystą mszę, podczas której Jan Kazimierz ponowił śluby lwowskie. Chęć udziału w kolejnym szturmie na Warszawę zgłosiły tysiące pospolitaków. Król, który miał w stolicy dwa pałace, obawiał się, że gdy te niezdyscyplinowane oddziały ruszą do ataku, miasto może zostać całkowicie złupione. Z tego powodu próbował kilkakrotnie nawiązać rozmowy z Wittenbergiem.
W połowie czerwca dowództwo polskie dowiedziało się, że stacjonujący koło Modlina Jan Adolf szykuje się do przekroczenia Narwi, by przyjść z odsieczą oblężonej załodze warszawskiej. Ponadto dowiedziano się, że Wittenberg ładuje łupami szkuty, by posłać je w górę Wisły. By sprawdzić te wiadomości, wysłany został nad Narew Czarniecki, z którym udała się także część wojsk litewskich. Gdy do obozu polskiego dotarła fałszywa wiadomość, że przybyły z pomocą Janowi Adolfowi Robert Douglas przystąpił do przeprawy przez Narew, postanowiono w nocy z 16 na 17 czerwca posłać na prawy brzegi Wisły dywizję Lubomirskiego, by wsparła siły litewskie, które blokowały Szwedów pod Pomiechowem.
Wkrótce okazało się, że wojska Jana Adolfa i Douglasa są nieliczne i nie mogą zagrozić oblegającej Warszawę armii polsko-litewskiej. Ograniczyły się one jedynie do założenia dwóch ufortyfikowanych obozów. Większy obóz Jana Adolfa założony był na polach wsi Modlin, natomiast obóz sił Douglasa znajdował się 4 kilometry dalej, koło przeprawy przez Wkrę pod Pomiechowem. Szańce przedmostowe znajdujące się za Wisłą w Kazuniu i na tzw. Kępie Szwedzkiej leżącej za Narwią, zapewniały Szwedom panowanie nad tym ważnym szlakiem komunikacyjnym. Dobrze zabezpieczeni dowódcy szwedzcy mogli teraz przygotowywać odsiecz bez obawy, że Polacy i Litwini zaryzykują atak na ich umocnione pozycje. W razie czego zawsze mogli spalić mosty i wycofać się na Płock i Czerwińsk. Nie widząc zagrożenia ze strony Szwedów, Czarniecki zrezygnował z blokowania Jana Adolfa, wrócił na lewy brzeg Wisły i 23 czerwca ponownie stanął pod Warszawą.
By uchronić stojące na prawym brzegu Wisły wojska litewskie od nagłego ataku szwedzkiego wojska koronne przystąpiły do budowy drugiego mostu przez Wisłę. Jan Kazimierz zamierzał osobiście udać się do Zakroczymia, by ocenić stopień zagrożenia ze strony wojsk Jana Adolfa. Jan Adolf i Douglas, którzy łącznie mieli 6000 żołnierzy, pozostali w swych obozach, gdyż wobec przesadnych wieści o ponad 100 tysiącach wojsk oblegających Warszawę nie czuli się na siłach, by przystąpić do bardziej aktywnych działań. Czekając na rozkazy Karola Gustawa ograniczali się tylko do rozsyłania podjazdów za paszą dla koni i żywnością. Zbudowali także mosty na Wiśle i Narwi.

### Drugi szturm generalny
Sytuacja w Warszawie stale się pogarszała – zaczynało brakować żywności i paszy dla koni. Szerzyły się choroby, a szwedzki garnizon zaczął borykać się z problemem dezercji wśród coraz bardziej zdemoralizowanych żołnierzy. W tym samym czasie Jan Kazimierz prowadził działania dyplomatyczne, oczekując także na przybycie posiłków tatarskich, jakie pod wodzą Subchan Gazi agi posłał pod Warszawę wezyr Chanatu Krymskiego Sefer Gazi aga.
Oczekując na piechotę i działa, jakie miał przysłać „Sobiepan” Zamoyski, zniecierpliwiony przedłużającym się oblężeniem Jan Kazimierz 26 czerwca ponownie wezwał Wittenberga do kapitulacji – także bez skutku. Chcąc jednak zyskać na czasie, Szwedzi poprosili Jana Kazimierza o zgodę na wysłanie posła do Karola Gustawa, który miał zdecydować o kapitulacji garnizonu. Dzięki rozpoznaniu dokonanemu przez Czarnieckiego i wojska litewskie upewniono się, że żadna odsiecz dla Warszawy nie nadejdzie. Ponadto wieści, jakie dostarczali przekradający się do polskiego obozu mieszczanie z Warszawy, były optymistyczne. Mówiono o bardzo trudnej sytuacji Szwedów i o tym, że planują opuszczenie miasta drogą wodną.
Gdy 27 czerwca nadeszły wreszcie ciężkie działa oblężnicze z Zamościa i Lwowa wraz z towarzyszącymi im 27 wozami amunicji i piechotą, natychmiast przystąpiono do tworzenia wyłomów w murach obleganej Warszawy. W tym celu przybyłe działa ustawione zostały naprzeciw Bramy Nowomiejskiej, wału miejskiego i pałacu Radziejowskiego. Nie przerwano jednak robót minerskich, gdyż kilka z nich było bliskich ukończenia.
Jan Kazimierz, chcąc zachować doborowe jednostki piechoty cudzoziemskiej w nienaruszonym stanie, postanowił podczas zbliżającego się szturmu ponownie skorzystać z usług chłopów, mieszczan oraz czeladzi z chorągwi komputowych. Ówczesne źródła z pewną przesadą mówią, że liczba ochotników wyniosła około 15 000.
Po dokonaniu wyłomów wojska polskie ruszyły 28 czerwca do szturmu. Na Warszawę ruszyły masy ochotników zbrojne w piki i kosy, wspomagane przez piechotę Grotthauza. Główny atak prowadzony był od strony Krakowskiego Przedmieścia oraz na Bramę Nowomiejską, której bronił Adam Weher. Pomimo wielkiego poświęcenia szturmujących Bramy Nowomiejskiej nie dało się zdobyć, a jeden z oddziałów, który zaatakował magazyny zbożowe, Szwedzi wybili do nogi.
Podczas zażartych walk siły polskie dostały się do pałacu Radziejowskich i klasztoru Bernardynów, a także wdarły się w pobliże Bramy Nowomiejskiej. Do równie zaciętych walk doszło koło kościoła świętego Ducha, gdzie walczyli ludzie z chorągwi litewskich. Choć szturm ostatecznie Szwedzi odparli, Wittenberg zdał sobie sprawę, że długo nie zdoła już utrzymać Warszawy. Z tego powodu 29 czerwca raz jeszcze poprosił Jana Kazimierza o możliwość kontaktu z Karolem Gustawem. Prośba ta została kategorycznie odrzucona, zażądano natomiast od feldmarszałka bezwarunkowej kapitulacji. Po odpartym szturmie wciąż trwał intensywny ogień artyleryjski, koncentrujący się głównie na pałacu Radziejowskiego, zachodnim wale miejskim oraz na Bramie Nowomiejskiej.

### Trzeci szturm generalny

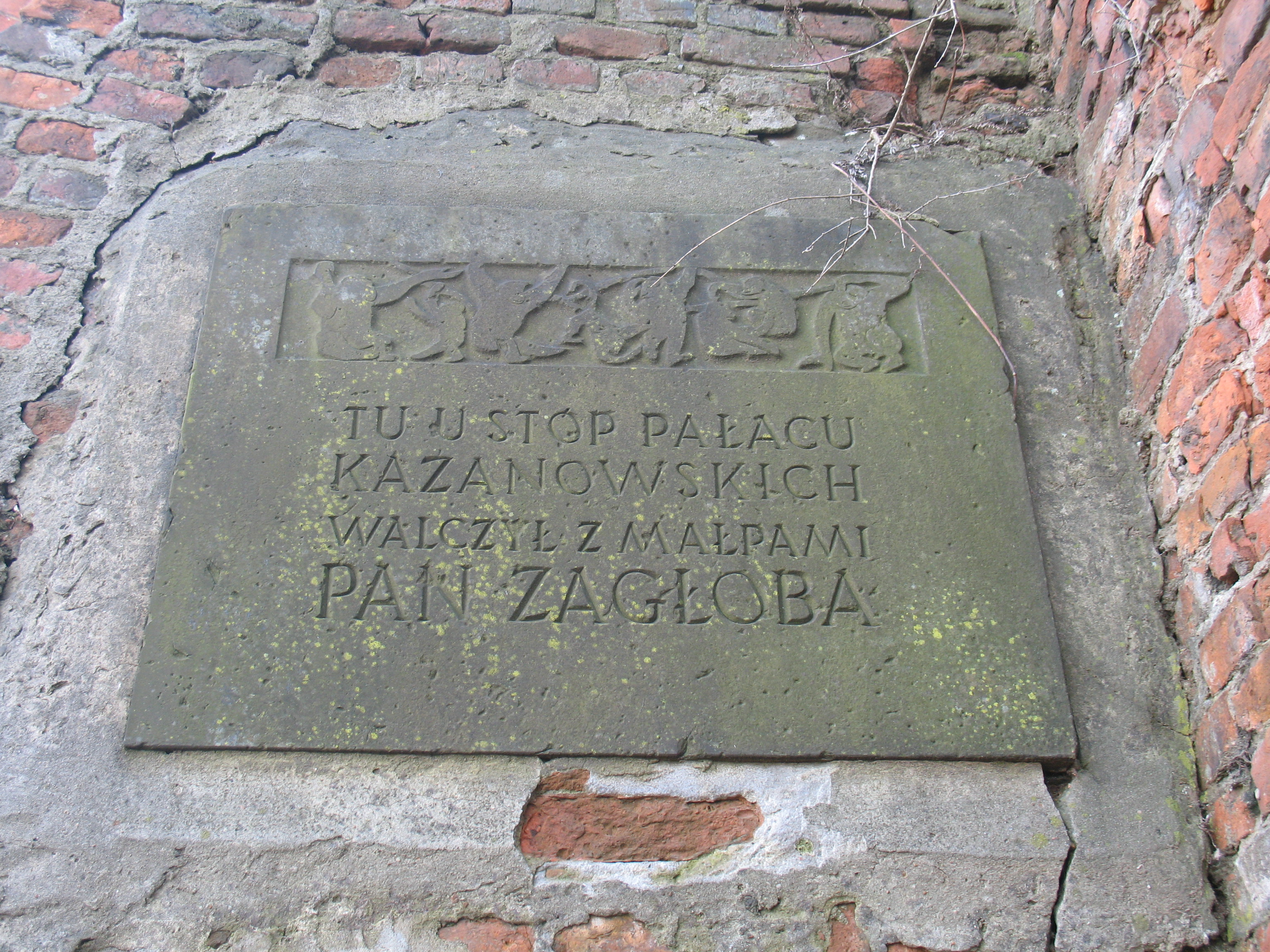
Tablica na murze pałacu Kazanowskich upamiętniająca walkę Zagłoby z małpami

Gdy największe polskie działo zwane Smokiem dokonało wyłomu w pałacu Radziejowskiego, 29 czerwca nakazano kolejny szturm, w którym ponownie główny udział wziąć mieli chłopi i ciury obozowe. Te nieregularne oddziały oddane zostały pod komendę towarzyszy pancernych. Przed atakiem zgromadzona została broń, drabiny, bosaki oraz inny sprzęt przydatny w ataku na fortyfikacje. Piechota zaciężna wraz z dragonią miały zostać jako rezerwa.
Masy chłopów oraz ciurów i czeladzi z różnych chorągwi w liczbie kilkunastu tysięcy ruszyły pół godziny po północy z 29 na 30 czerwca do kolejnego natarcia. Atak na Bramę Nowomiejską Szwedzi odparli, za to szturm na pałac Radziejowskiego był tak udany, że Szwedzi musieli schronić się w znajdującym się za nim klasztorze bernardynów. Grupą szturmową, której udało się zdobyć pałac Radziejowskiego przewodził towarzysz chorągwi pancernej kasztelana halickiego Aleksandra Cetnera – Andrzej Zalski.
Szwedzi broniący dostępu do Bramy Nowomiejskiej trzymali się twardo nawet wtedy, gdy do natarcia ruszyła piechota Grotthauza. Dopiero, gdy zdobyte zostały szańce przy kościele świętego Ducha oraz wycięto drewnianą palisadę wokół kościoła, żołnierze szwedzcy zaczęli się wycofywać. Ponieważ polscy żołnierze zaciężni po zdobyciu kościoła rzucili się do rabunku, Szwedom udało się zorganizować obronę w zagrożonej na skutek upadku kościoła Bramie Pobocznej. Z tego powodu kilkakrotne ataki polskie na tę bramę zostały odparte.
Choć artyleria dokonała dalszych wyłomów w umocnieniach Warszawy, szturm został przerwany z powodu późnej pory. Oddziały ochotnicze nie chciały się wycofać i tylko obawa przed szwedzkimi minami skłoniła je do zaprzestania walki. Świadkowie ówczesnych wydarzeń (wśród nich Wespazjan Kochowski oraz towarzysz pancerny Mikołaj Jemiołowski) pełni byli podziwu dla odwagi i poświęcenia, z jaką walczyli chłopi i czeladź obozowa.

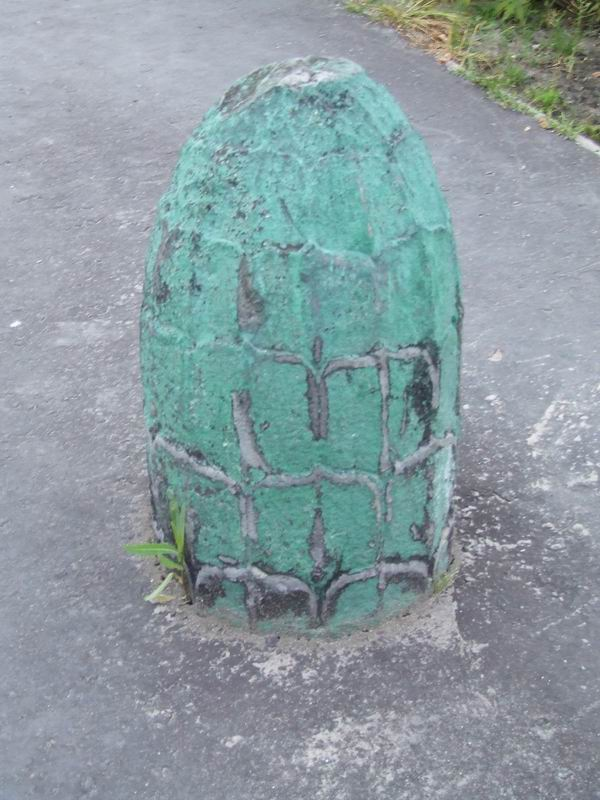
Jeden z detali attyki pałacu Kazanowskich, który spadł z dachu w czasie ostrzału artyleryjskiego, obecnie na dziedzińcu

Szturm doprowadził do zdobycia kilku obiektów z pałacem Radziejowskich na czele. Znacznie to pogorszyło sytuację szwedzkiego garnizonu. Wittenberg, będąc pod naciskiem oficerów, Oxenstierny oraz szwedzkich dam, o godzinie 9:00 30 czerwca wysłał do Jana Kazimierza trębacza z prośbą o dwugodzinne zawieszenie broni dla rozpoczęcia układów. Komendant warszawskiego garnizonu zobowiązał się wysłać komisarzy na negocjacje z kanclerzem Korycińskim. Wkrótce na rozmowy w pałacu Ossolińskich przybyli Wawrzyniec Canthersten i pułkownik Jerzy Forgell. Z polskiej strony obok Korycińskiego brali w nich udział: podkanclerz koronny Andrzej Trzebicki, marszałek koronny Jerzy Lubomirski, wojewoda poznański Jan Leszczyński, hetman polny litewski Wincenty Gosiewski oraz Mikołaj Opaliński.
Teraz Szwedzi zaczęli stawiać wygórowane żądania, licząc na przedłużenie negocjacji. Komisarze szwedzcy, żądając dwutygodniowej zwłoki potrzebnej do namysłu, realizowali zalecenia Wittenberga, który chciał przeciągnąć rozmowy do czasu nadejścia odsieczy. W ostateczności Szwedzi godzili się opuścić miasto ze wszystkimi bagażami, skarbami Bogusława Radziwiłła i 6 działami. Strona polska żądała jednak całkowitej kapitulacji. Rozmowy nie przynosiły skutku, a komisarze szwedzcy trzykrotnie tego dnia przyjeżdżali do Jana Kazimierza.
Wobec niechętnej rokowaniom postawy wojsk polskich Jan Kazimierz zatrzymał szwedzkich komisarzy na noc w obawie przed jakimś niespodziewanym wypadkiem. Wielu ochotników przez całą noc zachowywało gotowość bojową, dając polskiemu dowództwu znać, że są gotowi do walki. By ruszyć do kolejnego szturmu siły polskie już od rana 1 lipca gromadziły się na stanowiskach. Wojsko, które także obawiało się, że dwór pozwoli wywieźć Szwedom bagaże, zdecydowanie sprzeciwiało się wszelkim rozmowom z Wittenbergiem. Taka postawa wojska i ochotników spowodowała, że Jan Kazimierz nakazał komisarzom powiadomić listownie Wittenberga, by ten najpóźniej do godziny 7 rano odpowiedział na żądanie poddania miasta.

### Czwarty szturm i kapitulacja garnizonu szwedzkiego
Ponieważ Wittenberg nikogo nie przysłał z odpowiedzią na propozycję kapitulacji, Jan Kazimierz rozkazał Grodzickiemu, by wznowił ostrzał fortyfikacji warszawskich, po czym zarządził szturm. Znakiem do ataku dla ochotników i regularnej piechoty był wystrzał z dwóch dział.
Przeprowadzony 1 lipca kolejny szturm przebiegał bardzo pomyślnie, a Brama Nowomiejska tym razem nie zdołała powstrzymać naporu masy chłopów i czeladzi. Na koniec zostało już tylko kilka wyizolowanych obiektów, w których Szwedzi bronili się rozpaczliwie przeciw gwałtownie atakującym Polakom. Atak sił nieregularnych wspomagał regiment piechoty Grotthauza oraz regimenty gwardii pieszej Butlera i Grodzickiego. Po zdobyciu klasztoru mniszek przypuszczono atak na Bramę Krakowską. Tam, przy kolumnie Zygmunta, doszło do zażartej walki z cofającymi się Szwedami. Jednocześnie ci ochotnicy, którzy przedarli się przez Bramę Nowomiejską, stoczyli zacięty bój z piechotą Adama Wyhera. Ta część Szwedów, która nie widziała sensu w dalszej walce, złożyła broń i w ten sposób uratowała życie.
Gdy Wittenberg ocenił, że jego sytuacja stała się beznadziejna, zgodził się na kapitulację. W celu podpisania warunków kapitulacji wysłano do Pałacu Ossolińskich Adama Wyhera i Jerzego Forgella. Stronę polską reprezentowali obaj kanclerze koronni i wojewoda poznański. Gdy tylko komisarze szwedzcy przybyli na miejsce, Jan Kazimierz nakazał wstrzymanie walk. Zaprzestano nawet ostrzału artyleryjskiego. Wespazjan Kochowski tłumaczy decyzję monarchy tym, że nie chciał on dalej narażać życia i mienia mieszkańców stolicy.
Walczący ochotnicy, którzy liczyli na obfity łup, nie chcieli przerwać walki. Burzyli się również regularni żołnierze – hetman polny koronny Stanisław Lanckoroński obrzucony został kamieniami, Wincentego Gosiewskiego zrzucono z konia, a koń pod Stefanem Czarnieckim został zabity. Tak agresywna postawa ochotników spowodowana została oddaniem kilku salw przez piechotę zaciężną i dragonów królewskich do atakujących ochotników, którzy wbrew królewskiemu rozkazowi kontynuowali szturm. Dopiero interwencja hetmana wielkiego koronnego Stanisława „Rewery” Potockiego i hetmana wielkiego litewskiego Pawła Sapiehy uspokoiły wzburzone tłumy, obiecując walczącym ochotnikom nagrodę królewską.
Wobec groźby znieważenia majestatu Jan Kazimierz przyjął delegację zwolenników kontynuowania walki i przyrzekł im 40 000 złotych w zamian za powstrzymanie się od walki. Nie wszystkich to uspokoiło – wielu chciało pomścić zabitych przez wojska zaciężne towarzyszy, ponadto krążyło wiele wieści o nagromadzonych przez Szwedów skarbach. Doszło do kolejnych rozruchów, których ofiarą stał się bazar ormiański, znajdujący się za kwaterą Jana Kazimierza. Obrabowano kilkudziesięciu kupców ormiańskich na sumę 100 000 złotych, choć świadek tych wydarzeń, towarzysz chorągwi pancernej Władysława Gonzagi Myszkowskiego Jakub Łoś ocenił szkody Ormian na ponad 200 000 złotych. Dla uśmierzenia tumultu posłano hetmanów, kilka chorągwi jazdy oraz regiment gwardii Butlera. Ponieważ nie powstrzymało to wzburzonych ochotników, piechota regularna obsadziła Bramę Nowomiejską, Bramę Zamkową oraz sam Zamek Królewski, stojąc pod bronią całą noc z 1 na 2 lipca aż do południa. Zamknięto w ten sposób drogę do miasta tym, którzy chcieli się tam wedrzeć.
W międzyczasie w Pałacu Ossolińskich trwały pertraktacje z komisarzami szwedzkimi. Przywieźli oni akt kapitulacji podpisany przez Wittenberga, Oxenstiernę, Weyhera, Erskeina, Cantherstena i Forgella. Warunki kapitulacji obejmowały 15 artykułów:
| 1. Wittenberg, Oxenstierna oraz Erskein i pozostali oficerowie i urzędnicy szwedzcy będą mogli odejść wolno, natomiast załoga odeskortowana zostanie przez polskie wojsko do Torunia. Zastrzeżono, że wolno mogą odejść tylko poddani Karola Gustawa, natomiast poddani Jana Kazimierza (Kurlandczycy, Prusacy i Inflantczycy) służący w szwedzkim garnizonie muszą pójść do niewoli. Służący u Szwedów cudzoziemcy otrzymali wybór – albo przejdą na służbę w armii polskiej, albo pozostaną w armii szwedzkiej. 2. załoga szwedzka następnego dnia po podpisaniu warunków kapitulacji musi opuścić swoje stanowiska, umożliwiając wojskom polskim opanowanie trzech bram miejskich, Zamku Królewskiego oraz leżących poza miastem klasztorów. Jedynie szwedzcy oficerowie mogli zostać w zajmowanych przez siebie gospodach trzy dni. Żołnierze garnizonu szwedzkiego do następnego dnia przebywać mieli w Pałacu Ossolińskich, a następnie wymaszerować z Warszawy „z rozpuszczonymi chorągwiami, zapalonemi lontami, przy huku bębnów i z nabitą bronią”. 3. szwedzkich żołnierzy eskortować miał do Torunia oddział 200 jeźdźców, któremu Wittenberg obiecał wolny powrót 4. wszystkie działa mają pozostać w Warszawie 5. chorych i rannych Szwedów – zarówno cywilów, jak i żołnierzy – miano wysłać do Torunia Wisłą. Natomiast obłożnie chorzy po wyzdrowieniu mieli udać się do obozu Karola Gustawa (m.in. Benedykt Oxenstierna i Jan Pucher) 6. zwłoki poległych żołnierzy i oficerów miano wywieźć wodą lub lądem z zastrzeżeniem, by przy tej okazji nie wywożono innych rzeczy 7. z rzeczy osobistych Szwedzi mogli zabrać tylko te, które były ich własnością w chwili przybycia do Warszawy. Wszystkie zrabowane mieszczanom i kościołom łupy miały zostać zwrócone. Jan Kazimierz wraz z komisarzami mieli ustalić górną sumą pieniędzy, jaką każdy ze Szwedów mógł ze sobą zabrać. Do rozpoznania przedmiotów zagrabionych powołano specjalną komisję 8. szwedzkie damy wraz z dziećmi miały opuścić miasto pod eskortą, przy czym Wittenberg miał zostawić zakładników, by również polskie kobiety złapane na terenie Prus Królewskich zostały zwolnione 9. koniuszy wielki litewski Bogusław Radziwiłł uznany został za zdrajcę (dlatego odrzucono wszystkie szwedzkie postulaty tyczące się jego interesów) 10. archiwum koronne oraz zbiory biblioteki królewskiej miały zostać zwrócone 11. wszystkie długi, jakie Szwedzi zaciągnęli podczas okupacji stolicy, musieli teraz oddać 12. znajdujący się w Warszawie jeńcy polscy mieli być natychmiast zwolnieni 13. niedopuszczalne miały być jakiekolwiek podstępy ze strony szwedzkiego garnizonu – punkt ten związany był z groźbami Wittenberga, że jest gotów wysadzić siebie i załogę razem z Zamkiem Królewskim, a ponadto Polacy bardzo dobrze pamiętali, jakie straty spowodowały podłożone przez Szwedów miny w Sandomierzu 14. Wittenberg, zarówno w swoim imieniu, jak i oficerów, miał zaręczyć, że wypuszczeni z Warszawy Szwedzi w okresie czterech miesięcy od dnia podpisania kapitulacji nie będą walczyć z wojskami Rzeczypospolitej 15. nikt ze Szwedów nie mógł opuścić Warszawy, jeśli nie zaprzysiągł powyższych artykułów |

Negocjacje przebiegały pod silną presją wielotysięcznych tłumów pospolitaków i znalazły swoje miejsce w literaturze pięknej – wydarzenia te opisał wierszem w silva rerum Zygmunt Stefan Koniecpolski. Pomimo tego Szwedzi, którzy poddali się dopiero w ostateczności, zostali potraktowani nadzwyczaj wspaniałomyślnie. Zgodnie z umową żołnierze szwedzcy w liczbie 1200 opuścili 1 lipca Zamek Królewski, przenosząc się do Pałacu Ossolińskich. Piechota Grotthauza zajęła Zamek z chwilą, gdy został on opuszczony przez Wittenberga. Mury miejskie zostały obsadzone przez dwa pozostałe pułki królewskie – Butlera i Grodzickiego. Feldmarszałek zamieszkał w ratuszu, natomiast szwedzcy oficerowie byli zakwaterowani u mieszczan warszawskich.
Gdy załoga szwedzka przystąpiła do wymarszu z pałacu Ossolińskich, doszło do kolejnego sporu, gdyż zauważono, że wśród wojsk szwedzkich znajdują się również Kurlandczycy i Prusacy, którym nie wolno było odejść. Było także wielu piechurów dawnego regimentu Janusza Radziwiłła – wśród oficerów tej jednostki znaleźli się m.in. Kurlandczycy Jan Lembike, Jan Lebel, Wilhelm Jan Korf i Mikołaj Korf (synowie starosty orleńskiego Wilhelma Korfa), oraz Prusacy, jak Tobiasz Roppel i Jan Scharmeghar. Ponadto Francuz Piotr Dellini, a także Polak Kazimierz Zelski (późniejszy major dragonów).
Większość żołnierzy dawnego regimentu radziwiłłowskiego została wcielona do polskich jednostek autoramentu cudzoziemskiego. W następnych latach kilku kapitanów z tej jednostki służyło w gwardii konnej Jana Kazimierza dowodzonej przez pułkownika Ernesta Jana Korfa.
Wolno puszczono jedynie rodziny szwedzkich żołnierzy, które przedtem szczegółowo zrewidowano. Okazało się, że żony oficerów ukryły pod spódnicami wiele kosztowności. Następnie damy szwedzkie (były wśród nich żona i siostra Roberta Douglasa) załadowano na 9 szkut i wysłano pod opieką dworzanina królewskiego i późniejszego starosty felińskiego Aleksandra Wolfa do Nowego Dworu.
2 lipca na audiencji u Jana Kazimierza w pałacu Leszczyńskich pojawili się przedstawiciele władz miasta Warszawy – pisarz wójtowski Starej Warszawy Kazimierz Pruszkowski i starszy gminny Augustyn Orlemus. Zadaniem ich była prośba o odszkodowania dla Warszawy za zniszczenia wojenne, jednak podkanclerzy koronny Trzebicki wytłumaczył przybyłym, że na żadne odszkodowania nie mogą liczyć. Następnego dnia (w poniedziałek) stolnik sandomierski Jan Andrzej Morsztyn wraz z kilkoma chorągwiami odeskortował na audiencję u Jana Kazimierza Arvida Wittenberga oraz towarzyszących mu Oxenstiernę, Forgella, Cantherstena i Weyhera. W tym samym czasie wśród pospolitaków i wojska panowało powszechne żądanie, by dowództwo szwedzkiego garnizonu przewieziono pod eskortą do Zamościa lub Kamieńca Podolskiego.
Żołnierzy regularnych formacji niezwykle łagodne warunki kapitulacji wzburzyły nie mniej, niż chłopów i czeladź, dlatego Jan Kazimierz, który nie mógł sobie pozwolić na lekceważenie postawy wojska, zgodził się na propozycje rady senatu, która radziła, by Wittenberg i korpus oficerski zostali wywiezieni do Zamościa. Bojący się o swoje życie Wittenberg nie zaprotestował.
Tak więc powszechne wzburzenie żołnierzy sprawiło, że załoga szwedzka, która początkowo miała opuścić stolicę pod bronią i z honorami, została wraz z naczelnym dowódcą internowana.
Zgromadzone w Warszawie przez Szwedów łupy zostały opieczętowane 3 lipca przez 30 komisarzy królewskich, wśród których znaleźli się obaj hetmani koronni Lanckoroński i Potocki, hetman polny litewski Gosiewski, kasztelan kijowski Czarniecki oraz wojewoda smoleński Filip Kazimierz Obuchowicz. Komisarze musieli podołać trudnemu zadaniu podziału przedmiotów w zależności od właścicieli – klasztorów, kościołów, posiadaczy rezydencji. Łącznie wartość zgromadzonych przez Szwedów łupów szacowano na 2 miliony złotych polskich
Sposób postępowania względem zgromadzonych w Warszawie kosztowności wywołał niezadowolenie w wojsku. Żołnierze domagali się wypłaty zaległego żołdu, licząc przy tym, że przypadną im przynajmniej skarby należące do Bogusława Radziwiłła. Gdy okazało się, że dla wojska, pomimo wcześniejszych obietnic, przeznaczono bardzo niewielką ilość bogactw, zaczęły się posądzenia o kradzież, których nie uniknęła nawet królowa Ludwika Maria, która zaraz po przyjeździe do Warszawy wzięła udział w pracy komisji.
Również świadek tych zdarzeń Wespazjan Kochowski oskarżył wprost komisarzy o kradzież zgromadzonych kosztowności. Jego zdanie nie było odosobnione, a niezwykle powolne działania komisji czyniły tego typu oskarżenia jeszcze bardziej prawdopodobnymi. Ponadto całe zamieszanie związane z łupami świadczyło o powszechnym braku zaufania wojska do swych zwierzchników. Na koniec, gdy komisja zakończyła działalność, żołnierze, zamiast zaległego żołdu otrzymali jedynie po 3-4 złote na głowę. Jedna z chorągwi jazdy liczącą 150 koni otrzymała srebrną czarę, którą rozwścieczeni żołnierze ofiarowali swemu porucznikowi.

### Po bitwie

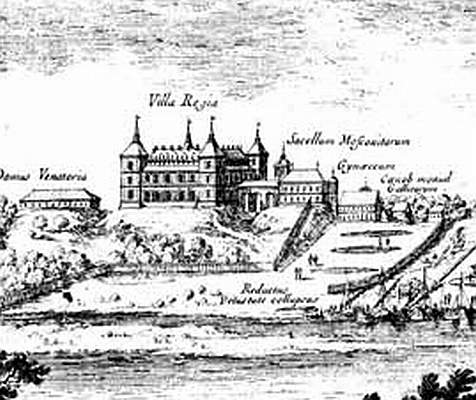
Rozgrabiona przez Szwedów Villa Regia

Odzyskana Warszawa była w znacznym stopniu zniszczona, przy czym najbardziej ucierpiał dawny pałac Adama Kazanowskiego. Całkowicie zdewastowane zostały wnętrza Zamku Królewskiego i dlatego król i królowa zamieszkać musieli w pałacu Ujazdowskim.
Z okazji wyzwolenia stolicy odprawiono przy huku dział uroczystą mszę świętą, a magistrat miejski z wdzięczności za uratowanie Starego Miasta przed całkowitym zniszczeniem wybił medal pamiątkowy z wizerunkiem Jana Kazimierza oraz z napisem Providentia Dei, virtute optimi Regis Varsavia a svecis liberata D. 1 Julii 1656.
Podczas okupacji łupy szwedzkie z Warszawy w większości transportowano drogą wodną – nie wszystkie jednak docierały do celu, gdyż statki płynące Wisłą często były przeładowane, tonęły lub osiadały na mieliznach. We wrześniu 1656 podjęto pierwsze próby wydobycia zatopionych łupów przez Radę Miejską Warszawy z polecenia króla Jana Kazimierza. Wydobyto wówczas rzeźby, zidentyfikowane jako pochodzące z kolekcji króla Władysława IV. Z uwagi na ograniczone środki wkrótce poprzestano wydobycia i niewykluczone, że część łupów wydobyli okoliczni rybacy, a grabież zaliczono na konto Szwedów. Kolejne zorganizowane poszukiwania miały miejsce na początku XX wieku – wiosną 1906 roku z Wisły wyłowiono na wysokości Pelcowizny kilkadziesiąt marmurowych i metalowych fragmentów architektonicznych i rzeźbiarskich, w tym przynajmniej cztery rzeźby. Stanowiły one elementy z fontanny z Villa Regia, znanego później jako Pałac Kazimierzowski. Los tych znalezisk nie jest do końca znany, jedna z uratowanych rzeźb przedstawiająca delfina (pokryta wyrytymi napisami przez żołnierzy szwedzkich) eksponowana jest w Muzeum Historycznym m.st. Warszawy.

### Garnizon warszawski
Źródło: Mirosław Nagielski, Warszawa 1656, s. 242–244
| Rajtaria – żołnierze, których wydzielono z następujących regimentów: 10 żołnierzy z gwardii konnej Karola Gustawa 16 żołnierzy z regimentu Uppland 62 żołnierzy z regimentu Östgöta 7 żołnierzy z regimentu Västgöta 21 żołnierzy z regimentu Småland 40 żołnierzy z regimentu Åbo läns 24 żołnierzy z regimentu Tavastehus 7 żołnierzy z regimentu majora Ahlefelta 15 żołnierzy z regimentu księcia Jana Jerzego von Anhalt-Dessau 39 żołnierzy z regimentu pułkownika Rüdigera von Ascheberg 13 żołnierzy z regimentu markgrafa Karola Magnusa von Baden-Durlach 5 żołnierzy z regimentu pułkownika Samuela Bose 34 żołnierzy z regimentu generała majora Hansa von Böddeker 38 żołnierzy z regimentu pułkownika Hansa Engella 6 żołnierzy z regimentu pułkownika Joachima Engella 49 żołnierzy z regimentu pułkownika Jerzego Forgella 29 żołnierzy z regimentu księcia generalissimusa Adolfa Jana 66 żołnierzy z regimentu pułkownika Pera Hammarskiölda 11 żołnierzy z regimentu rotmistrza Kröchersa 57 żołnierzy z regimentu pułkownika Chrystiana von Pretlach (Bretlach) 7 żołnierzy z regimentu pułkownika Israela Riddarhielma 1 żołnierz z regimentu grafa Waldemara Chrystiana von Schlezwig-Holsztyn 33 żołnierzy z regimentu pułkownika Dawida Sinclaira 8 żołnierzy z regimentu pfalzgrafa Filipa von Sulzbach 46 żołnierzy z regimentu pułkownika Jana Jakuba Taube 2 żołnierzy z regimentu generała majora Jana von Waldeck 78 żołnierzy z regimentu feldmarszałka Arvida Wittenberga 24 żołnierzy z regimentu pułkownika Jakuba von Yxkull 150 żołnierzy – rajtarzy komenderowani z armii RAZEM: 898 rajtarów |
| Dragonia – żołnierze, których wydzielono z następujących regimentów: 285 żołnierzy z regimentu księcia Bogusława Radziwiłła 26 żołnierzy z regimentu karelskiego RAZEM: 311 dragonów |
| Piechota – żołnierze wydzieleni z następujących jednostek: 28 żołnierzy z gwardii pieszej Karola Gustawa 322 żołnierzy z regimentu Uppland 136 żołnierzy z regimentu Västmanland 20 żołnierzy z regimentu Kalmarland 214 żołnierzy z regimentu Skaraborgland pułkownika Jana Stake 39 żołnierzy z regimentu Skaraborgland pułkownika Jana Nehra 191 żołnierzy z regimentu Närke-Värmland 56 żołnierzy z regimentu Hälsinge 54 żołnierzy z regimentu Västerbotten 178 żołnierzy z regimentu komenderowani knechci majora Nilsa Hufvudfelta 4 żołnierzy z gwardii pieszej królowej Jadwigi Eleonory Holsztyn-Gottorp 33 żołnierzy – komenderowani z armii inflanckiej RAZEM: 1275 piechurów |
| Łączna liczebność załogi Warszawy – 2484 żołnierzy |